# David Gamble
David Gamble (* 24. Juni 1955) ist ein britischer Filmeditor.

## Leben
Gamble war Ende der 1980er Jahre zunächst als Schnittassistent tätig. Beginnend mit Stadtgeschichten (1993) war er als eigenständiger Editor aktiv, anfänglich für mehrere Fernsehproduktionen.
Für seine Arbeit an Shakespeare in Love wurde Gamble 1999 für den Oscar in der Kategorie Bester Schnitt nominiert. Zudem wurde er für seine Leistung mit dem British Academy Film Award ausgezeichnet. Hinzu kam jeweils eine Nominierung für den Eddie Award sowie Golden Satellite Award.

## Filmografie (Auswahl)
- 1993: Stadtgeschichten (Tales of the City, Miniserie, 6 Episoden)
- 1995: Queen of the East (Fernsehfilm)
- 1995: Niemandsland (Black Easter, Fernsehfilm)
- 1996: E wie Ecstasy (Loved Up)
- 1996: Der kleine Unterschied (Different for Girls)
- 1996: Lügenspiele (Truth or Dare, Fernsehfilm)
- 1997: My Son the Fanatic
- 1998: Shakespeare in Love
- 2000: The Sight (Fernsehfilm)
- 2001: Lucky Break
- 2003: Die Journalistin (Veronica Guerin)
- 2005: Snuff-Movie
- 2005: Shopgirl